# Intel-Coffee-Lake-Mikroarchitektur
Coffee Lake ist der Codename einer Prozessor-Mikroarchitektur des Chipherstellers Intel, die im 4. Quartal 2017 veröffentlicht wurde. Nach Kaby Lake ist sie die zweite Optimierung der Skylake-Mikroarchitektur und wird in der dritten Generation von Intels 14-nm-Prozess (14 nm++) gefertigt. Durch erstmals sechs physische Kerne in einem Prozessor für die Mainstream-Plattform werden im Vergleich zum jeweiligen Vorgängermodell in Anwendungen Leistungssteigerungen zwischen 16 und 34 % erzielt.

## Design
Wie schon Broadwell wird Coffee Lake in einem 14-nm-Prozess gefertigt. Dabei handelt es sich aber um die zweite Überarbeitung dieses Prozesses, genannt 14 nm++, die im Vergleich zu 14 nm+ (Kaby Lake) durch nochmals niedrigere Leckströme höhere Taktraten ermöglicht. Der eigentliche Prozessorkern ist seit Skylake nahezu unverändert übernommen worden. Bei Coffee Lake verbaut Intel aber erstmals sechs physische Kerne in einem Prozessor für den Mainstream Sockel 1151. Kombiniert mit hohen Taktraten werden im Vergleich zum jeweiligen Vorgängermodell in Anwendungen Leistungssteigerungen zwischen 16 und 34 % erzielt. Im Vergleich zu den Ryzen-Prozessoren von AMD profitiert Coffee Lake von seinem hohen Takt, hat bei stark parallelisierten Anwendungen aber das Nachsehen. Für die meisten Spiele ist der i7-8700K (Coffee Lake) der schnellste Prozessor im Jahr 2017.

## Sockel
Bei den Desktop-Prozessoren der Mainstreamserie setzt Intel zwar weiterhin auf den Sockel 1151, hat aber die Pin-Belegung verändert, um die Stromversorgung zu verbessern. Es wird spekuliert, dass diese Änderungen nicht nur für die Coffee-Lake-Prozessoren mit sechs Kernen, sondern auch für die mutmaßlich kommenden Achtkern-Prozessoren gemacht wurden. Ältere Mainboards starten mit Coffee-Lake-Prozessoren aufgrund einer Chipsatzsperre nicht. Versuche, diese zu umgehen, waren bisher nicht vollständig lauffähig. Zunächst bot Intel nur den Chipsatz Z370 für Coffee-Lake-Prozessoren auf dem Sockel 1151 an. Dabei handelt es sich um einen Refresh des Z270. Anfang 2018 kamen weitere Chipsätze dazu (B360, H310, H370, Q370).

## Befehlssätze
Die Coffee-Lake-Prozessoren unterstützen SSE, SSE2, SSE3, SSE4, TXT, AES-NI, MPX und SGX.
AVX, AVX2 wird nicht von den Intel-Celeron- und Intel-Pentium-Modellen unterstützt, sondern erst ab dem Intel Core i3.
TSX-NI wird erst ab dem Core i5 8500 unterstützt.

## Integrierte Grafik
Alle Modelle bis auf jene mit einem „F“ in der Typbezeichnung verfügen über eine integrierte Grafikeinheit.